# Cyclorhabdoides spadix
Cyclorhabdoides spadix är en mångfotingart som beskrevs av Christoph D. Schubart 1943. Cyclorhabdoides spadix ingår i släktet Cyclorhabdoides och familjen Chelodesmidae. Inga underarter finns listade i Catalogue of Life.